# Stone Mountain (città)
Stone Mountain è un comune statunitense di 5 802 abitanti.
Situata nella contea di DeKalb, la città prende il nome dalla vicina montagna di Stone Mountain.

## Storia
La storia di Stone Mountain risale a prima dell'insediamento europeo: vi sono infatti tumuli funerari locali risalenti a centinaia di anni fa, costruiti dagli antenati della storica nazione Muskogee Creek, che incontrarono per la prima volta i coloni all'inizio del periodo coloniale.
Il trattato di Indian Springs del 1821 aprì un'ampia fascia della Georgia all'insediamento di non nativi americani su ex territori dei Creek, incluso l'attuale Stone Mountain. Nel 1822, l'area che oggi costituisce la città fu annessa alla neonata contea di DeKalb.

### Insediamento
Negli anni '20 dell'Ottocento, Rock Mountain, come veniva chiamata allora, era "un importante centro di smistamento di viaggio", con una locanda per i viaggiatori. Nel 1825, iniziò la costruzione di una linea di diligenze che collegava il villaggio con la capitale della Georgia, Milledgeville. Un'altra linea di diligenze andava a Winder e Athens. Nel 1828 un'altra linea iniziò a viaggiare verso Dahlonega, e una quarta collegò la comunità con Macon. La ferrovia non raggiunse la città, allora Nuova Gibilterra, fino al 1845.
Nel 1834 aprì un ufficio postale sulla vecchia Augusta Road, e Andrew Johnson, il primo sindaco, attorno alla cui casa furono tracciati i confini della città, costruì un hotel lungo la strada nel 1836.  Circa nel 1839, Aaron Cloud, anch'esso proprietario di un hotel, fece costruire una torre di osservazione in legno, ottagonale come un faro e alta 46 metri, insieme a un ristorante e un club, sulla cima della montagna. Una tempesta distrusse la torre nel 1849; nel 1851, Thomas Henry ne costruì una più piccola, alta 24 metri, dotata di telescopi, in modo che potesse fungere da osservatorio. I visitatori della montagna viaggiavano in treno e su strada, poi percorrevano a piedi il sentiero di 1,3 miglia fino alla cima. Nel 1850, Stone Mountain era diventata una destinazione popolare per gli abitanti di Atlanta, che affrontavano il viaggio di andata e ritorno di quattro ore in treno solo per ammirare la sua bellezza naturale, gli alloggi e le attrazioni.

### Industria
L'estrazione del granito dalla montagna è stata la linfa vitale della zona per decenni, dando lavoro a migliaia di persone. L'eccellente qualità della pietra da costruzione proveniente dalla montagna è stata utilizzata per numerose strutture di rilievo, tra cui le chiuse del Canale di Panama, il tetto del deposito di lingotti d'oro di Fort Knox, il Liberty National Building di Filadelfia e la scalinata dell'ala est del Campidoglio degli Stati Uniti.
Nell'agosto 1846, New Gibraltar ospitò la prima fiera statale della Georgia, allora nota come Agriculture Fair and Internal Improvement Jubilee. La fiera aveva un solo espositore: tre cavalli e due mucche, entrambi appartenenti all'organizzatore dell'evento, John Graves. L'anno successivo, il villaggio ospitò nuovamente l'evento, che comprendeva produttori di bare, marmi, ricami, scope, copriletti, verdure, bestiame, grano, attrezzi agricoli e un telegrafo magnetico. Stone Mountain ospitò l'evento fino al 1850, quando si trasferì a Macon.

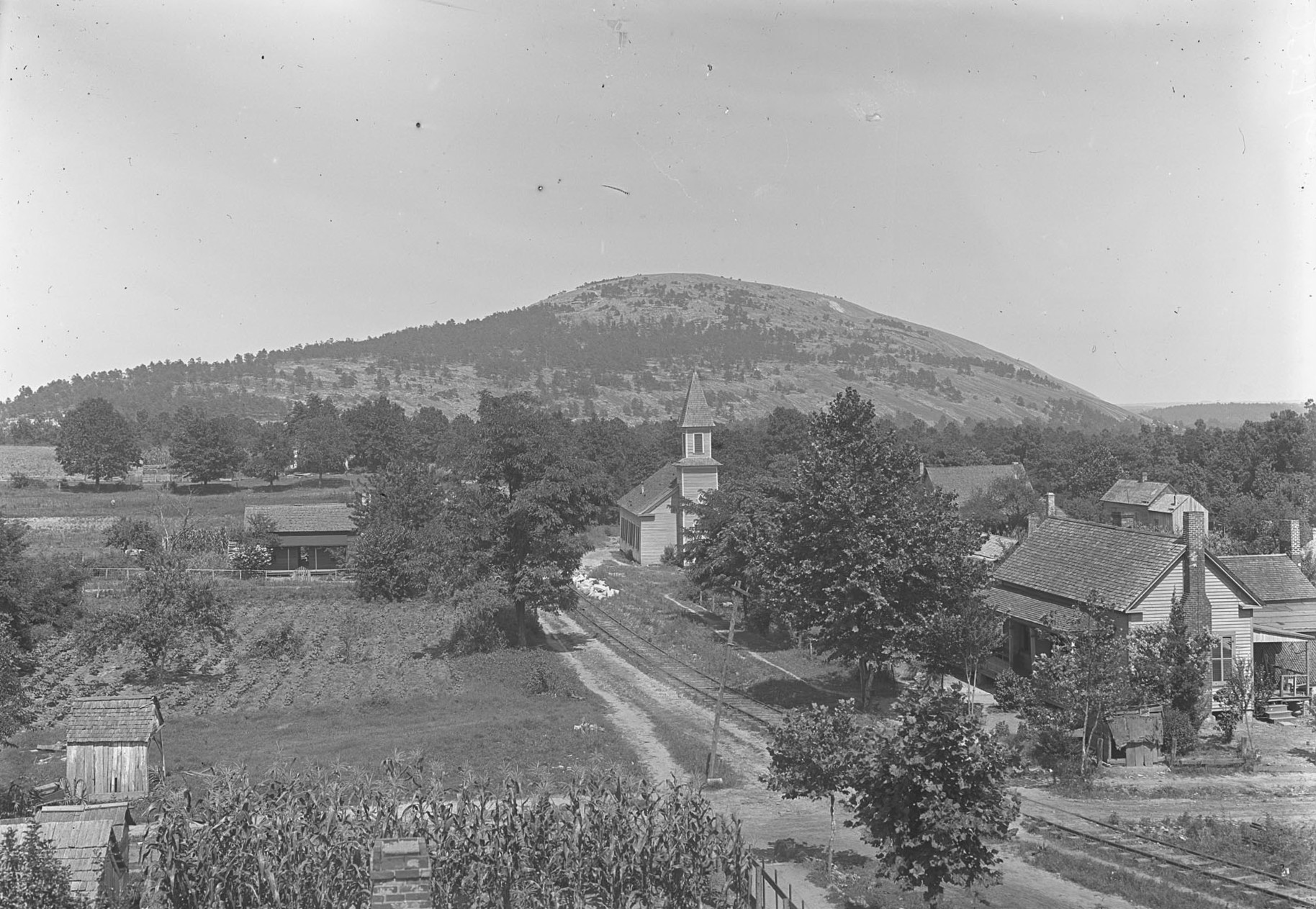
Stone Mountain nel 1908

### Guerra civile americana
Anche se la contea di DeKalb votò contro la secessione dagli Stati Uniti, non fu risparmiata dalle devastazioni causate dalla guerra civile americana. Il villaggio di Stone Mountain rimase indenne fino alla Battaglia di Atlanta, quando fu distrutto dagli uomini al comando del generale James B. McPherson il 19 luglio 1864. Diverse case risalenti a prima della guerra furono risparmiate, poiché furono utilizzate come ospedali. Il tetto del deposito ferroviario bruciò, ma l'edificio rimase in piedi grazie ai suoi muri di granito spessi 60 cm.
Dalla distruzione del villaggio nel luglio del 1864 fino a novembre, le forze dell'Unione saccheggiarono Stone Mountain e la zona circostante, rubando mais, grano, cotone, bestiame e altri beni. Il 15 novembre 1864, tra i 12.000 e i 15.000 soldati dell'Unione marciarono attraverso Stone Mountain e distrussero ulteriormente le linee ferroviarie. Le rotaie furono rese inutilizzabili riscaldandole su traversine ferroviarie in fiamme e poi attorcigliandole attorno agli alberi. Il termine "cravatte di Sherman" fu coniato per indicare questa forma di distruzione.

### Nascita di Shermantown
Al termine della guerra di secessione, le abitazioni nella zona furono ricostruite poiché il granito di Stone Mountain era di nuovo richiesto per le costruzioni in tutta la nazione. Una parte significativa della forza lavoro della cava era composta da afroamericani, ma erano generalmente esclusi dalle aree in cui vivevano le famiglie bianche, quindi una baraccopoli, chiamata Shermantown, nacque sul lato sud-est del villaggio; il suo nome era un riferimento al generale dell'Unione William T. Sherman.
Nel 1868 il Reverendo R. M. Burson organizzò la Chiesa Battista di Bethsaida per servire Shermantown. Un edificio ecclesiastico fu poi costruito sotto la guida del Reverendo F. M. Simons in quello che oggi è l'853 di Fourth Street. Simons faceva parte di una delegazione di pastori afroamericani del sud che incontrò Sherman a Washington D.C. dopo la guerra civile per discutere del trattamento riservato agli ex schiavi liberati. La Chiesa Battista di Bethsaida è ancora una parte attiva della comunità.
Entro il XX secolo, gran parte delle strutture originali di Shermantown erano state sostituite. La struttura originale in legno della chiesa di Bethsaida fu sostituita da una in pietra nel 1920. Sebbene Shermantown si sia in gran parte integrata nella crescente cittadina di Stone Mountain, conserva ancora una propria comunità distinta.

### Rinascita del Ku Klux Klan
Nel 1915 il Ku Klux Klan, un'organizzazione di suprematisti bianchi, rinacque a nuova vita. I membri si riunirono a Stone Mountain con il permesso del proprietario della cava, Samuel Venable, un membro attivo. Le loro attività, inclusi i roghi annuali delle croci, continuarono per oltre 40 anni, ma il legame di Stone Mountain con il Klan iniziò a indebolirsi quando lo Stato della Georgia iniziò ad acquisire la montagna e le proprietà circostanti nel 1958. Nel 1960, il governatore Ernest Vandiver condannò la proprietà che lo Stato aveva acquistato al fine di annullare le servitù perpetue che Venable aveva concesso al Klan. Ciò pose fine a qualsiasi legame ufficiale tra Stone Mountain e il Klan.

### Movimento per i diritti civili

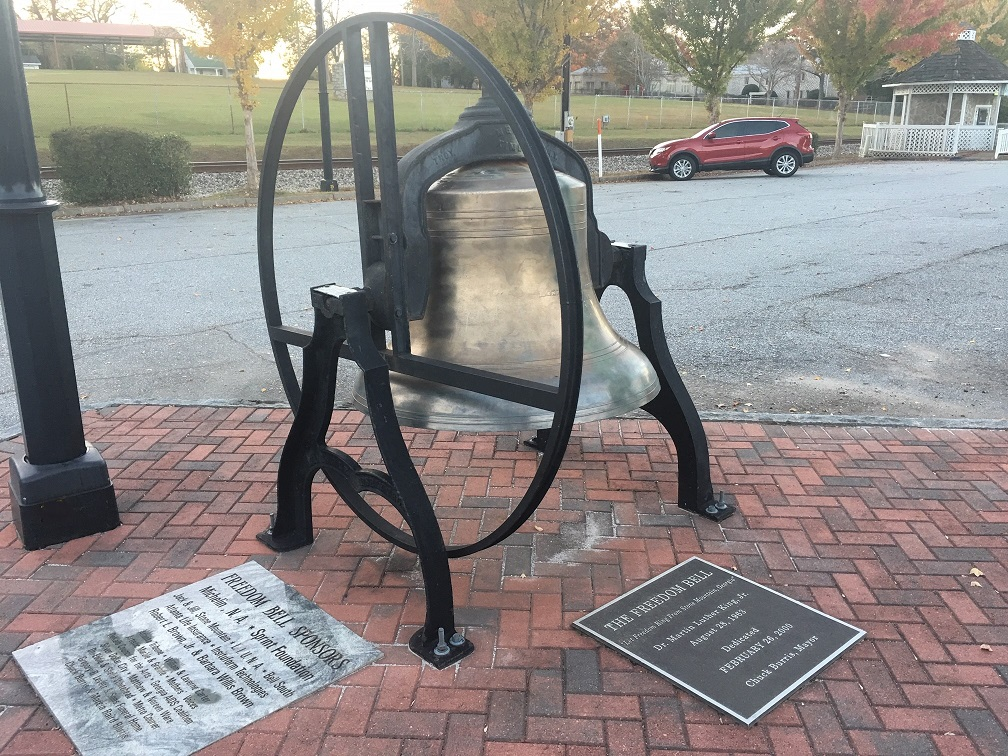
La Freedom Bell su Main Street

Durante la marcia su Washington per i diritti civili del 28 agosto 1963, Martin Luther King Jr. fece riferimento a Stone Mountain nel suo iconico discorso I have a dream ("Io ho un sogno") quando disse: «Che la libertà risuoni da Stone Mountain, in Georgia!». Il 26 febbraio 2000 Charles Burris, il primo sindaco afroamericano del villaggio, ha dedicato la Freedom Bell su Main Street in onore di King. Durante una cerimonia annuale tenutasi il Martin Luther King Day, la campana viene suonata per commemorare l'eredità di King.

### Cimitero
Il cimitero di Stone Mountain, costruito nel 1850 circa, è un microcosmo che racchiude il passato della cittadina. Vi sono sepolti circa 200 soldati confederati ignoti. Anche 71 soldati confederati dei quali si conosce il nome sono sepolti lì, insieme a James Sprayberry, un soldato dell'Unione. Un altro luogo degno di nota è la tomba di George Pressley Trout, che è sepolto lì con la moglie e il suo cavallo. James B. Rivers, il primo capo della polizia afroamericano del villaggio, riposa lì su una collina di fronte alla montagna. Il cimitero è ancora in uso.